# Социални науки
Социалните науки са област на научни изследвания, които разглеждат аспектите на човешкото общество.  Това е родово понятие обхващащо всички науки с предмет обществото в различните му форми и активности.
Основните дисциплини на социалните науки са в следните области:
- социология – занимава се с обществото и човешкото социално поведение.
- антропология – набляга на етнологията и културни изследвания.
- политология – фокусира се върху изследванията в областта на политиката, политическото поведение и обществените политики на държавно ниво, както и на глобално ниво.
- международни отношения – фокусът е насочен към случващото се в политическия, социалния и икономическия живот на международната сцена.
- държавна политика – занимава се с разбирането на факторите, формиращи процесите в дневния ред на обществото и резултатите от него.
- психология[2] – акцентира върху изучаването на манталитета и поведението, доколкото те се определят по отношение на обществото.
- криминология – занимава се с проблеми и обществени ситуации, които се отнасят към престъпността и престъпното поведение.
- икономика – занимава се с човешките и социалните отношения, свързани с придобиването на материални ресурси, както и законите и обществените отношения, свързани с производството и разпределението на собствеността.
- общуване – занимава се с предаването на информация между двама или повече участници.

Области като социалната дейност са насочени основно към приложението и по принцип не се считат за социални науки.